# 카스파르 하우저
카스팔 하우저(독일어: Kaspar Hauser, 1812년 4월 30일 ? ~ 1833년 12월 17일)는 1828년 5월 26일, 독일 뉘른베르크에 나타난 정체불명의 괴소년으로 자신이 어린 시절에 어두운 골방에서 고립된 채로 성장했다고 주장하는 인물이다.
하우저의 주장과 이후 자창으로 인한 죽음은 많은 논쟁과 논란을 야기했다. 카스파르 하우저에 대한 가설들은 당시에 바덴 대공과 그가 연관되어 있다는 주장을 제기했고 그의 출생이 왕족들의 음모의 한 부분으로 인해 가려지게 되었을 것이라는 가설을 제안했다. 이러한 의견들은 역사가들에 의해 오랫동안 부정되었고 하우저가 살아 있는 동안에나 사후에나 그가 사기꾼이었을 가능성이 높다고 주장했다.

## 생애

### 첫 번째 등장
1828년 5월 26일, 독일 뉘른베르크의 어느 거리에 허수아비에게서 벗겨서 입은 꾀죄죄한 옷을 입고 있는 한 10대 소년이 나타났다. 그는 제 6기병연대 4중대장 폰 베스니히(Pon Wessenig) 대위에게 보내는 편지를 들고 있었다. 그 편지의 제목은 "바이에른 왕국 국경에서/이름 없는 장소/1828년"(독일어: Von der Bäierischen Gränz / daß Orte ist unbenant / 1828)라고 적혀 있었다. 익명으로 된 편지 작성자는 1812년 10월 7일에 이 소년이 신생아였을 때 자신이 양육권을 받아 키워왔으며 읽기, 쓰기 그리고 기독교를 가르쳤지만 집 밖으로는 한 발자국도 내보내지 않았다고 말했다. 그 편지엔 그 소년이 그의 아버지처럼 기병이 되게 해줄 것과 폰 베스니히 대위가 이 아이를 거두어 키우든지 아니면 목을 매달아 죽여줄 것을 요청한다고 적혀 있었다.
그의 어머니가 그의 양육자 앞으로 요청하는 또 다른 짧은 편지가 동봉되어 있었다. 그 편지에는 이 소년의 이름이 '카스파르'이지만 임시로 지은 이름이며 이 아이가 사용하게 될 이름을 폰 베스니히 대위가 마음대로 지으라고 했다. 이 아이는 1812년 4월 30일에 태어났고 아이의 아버지는 제 6기병연대 소속의 기병이었으나 죽었다고 적혀 있었다. 사실 이 편지는 다른 편지와 함께 같은 사람의 손으로 작성된 것으로 밝혀졌다.("사람은 자신의 필체를 자신이 한 것과 똑같이 쓴다"는 말은 나중에 분석가들이 카스파르 자신이 그 둘을 썼다 고 추측하도록 이끌었다.) 바이크만(Weickmann)이란 구두장이가 그 소년을 폰 베스니히 대위의 집에 데려다 주었는데 거기서 그는 오직 "난 아빠처럼 기병이 되고 싶어요."와 "말"이란 단어만 반복했다고 한다. 더 많은 요구사항은 오직 눈물을 흘리거나 "몰라요."라는 완강한 선언만을 이끌어냈다. 어쨌든 폰 베스니히 대위는 이 카스파르란 이름의 소년을 전혀 알지 못했고 자신 앞으로 온 편지도 처음 보는 글씨체라며 소년을 받아들이지 않았다.
그는 경찰서로 보내졌고 거기서 자신의 이름을 카스파르 하우저(Kaspar Hauser)라고 썼다. 그는 돈을 좋아하는 모습을 보였고 약간의 기도문을 말하거나 읽을 수 있었지만 적은 질문에 답을 했고 그의 단어는 상당히 제한적으로 나타났다. 그가 자신의 정보를 제공한 것이 없었기 때문에 그는 부랑자로 투옥되었다. 그는 뉘른베르크성의 루긴슬란트(Luginsland) 탑에서 교도소장 안드레아스 힐텔(Andreas Hiltel)의 보살핌을 받으며 2달을 지냈다. 그의 건강 상태는 좋은 편이었고 걸음도 잘 걸었다. 그는 건강한 안색을 하고 있었고 대략 16세 정도로 보였으나 지적 장애가 있는 것으로 나타났다. 그러나 바인더(Binder) 시장은 그 소년이 매우 뛰어난 기억력을 갖고 있었으며 학습력도 대단히 빨랐다고 주장했다. 많은 호기심을 가진 사람들이 그의 분명한 기쁨을 위해 그를 찾아왔다. 그는 빵과 물을 제외한 모든 음식을 거부했다. 고기와 술을 싫어했으며 시각, 청각, 후각 등 신체 감각이 상상을 초월할 정도로 발달해서 특히 술 냄새가 조금만 나도 대노하며 행패를 부렸다.

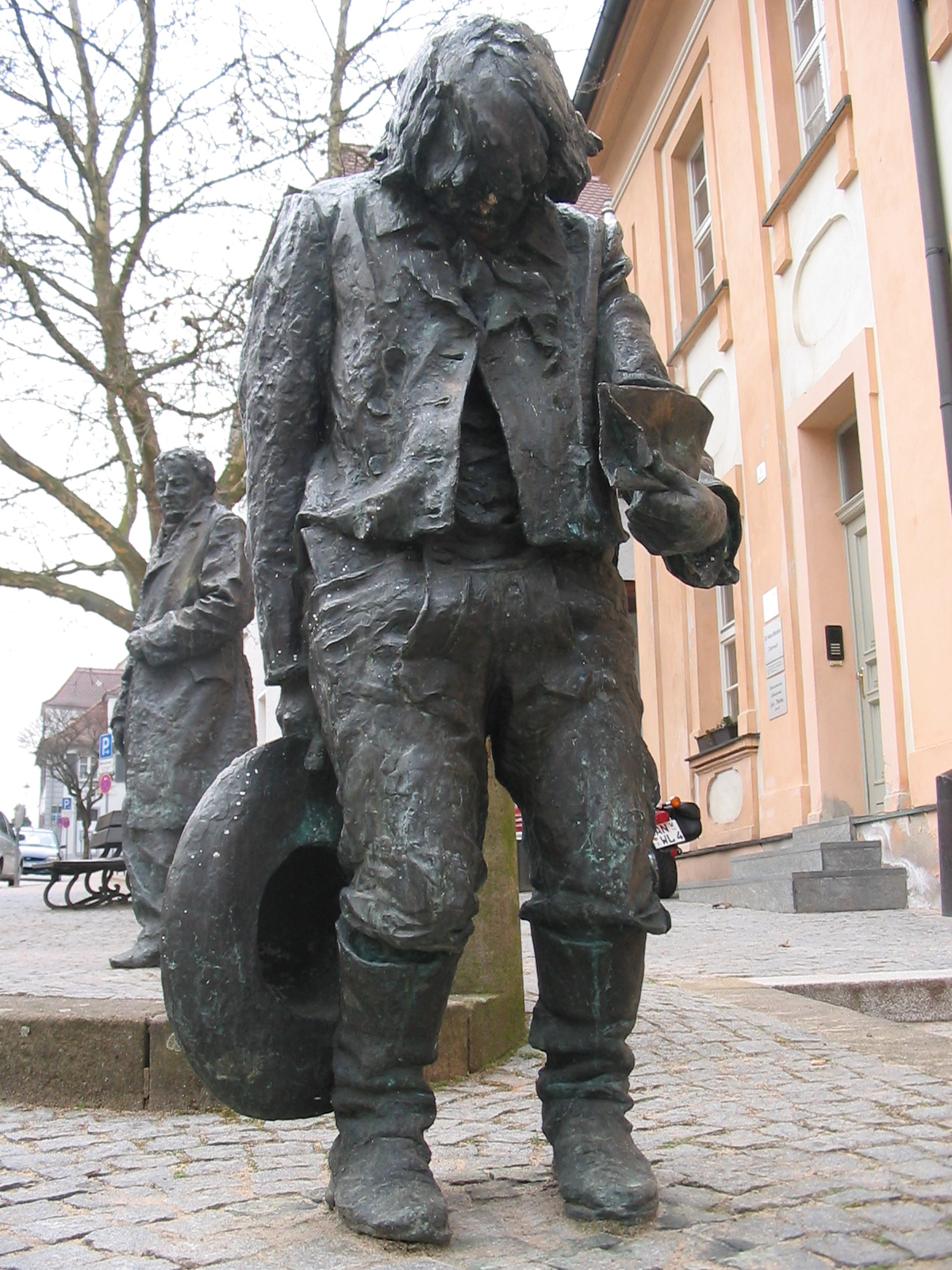
독일 안스바흐 구시가지에 위치한 카스파 하우저의 동상

#### 하우저의 지하 감옥 시절 이야기
처음에 그는 숲에서 반 야생 상태로 키워졌을 것이라고 추측했으나 바인더 시장과 많은 대화를 하는 동안 하우저는 나중에 그가 더 자세하게 써내려간 그의 과거 인생의 다른 버전을 이야기했다. 이 이야기에 따르면 그가 기억할 수 있는 한 그는 그의 인생 대부분을 대략 길이 2m, 폭 1m, 높이 1.5m의 어두운 골방에서 홀로 지내왔고 그 안에는 오직 잠 잘 수 있는 짚으로 된 침대와 나무로 조각된 두 마리 말과 개 장난감 뿐이었다고 한다.
그는 매일 아침마다 호밀빵과 물이 자신의 침대 옆에 놓여 있는 걸 발견했다고 주장했다. 주기적으로 물에서 쓴 맛이 났고 그 쓴 맛이 난 물을 마시면 그를 평소보다 더욱 깊은 잠에 빠뜨렸다고 한다. 그런 일이 일어나고 그가 잠에서 깨면 그의 침대 매트리스가 바뀌어 있었고 머리카락과 손, 발톱이 정리되어 있었다고 한다. 하우저는 자신이 처음 본 인간은 그의 석방 직전에 그를 찾아온 미스터리한 남자였으며 그는 항상 자신의 얼굴이 드러나지 않도록 더욱 각별히 신경썼다고 한다. 하우저는 이 남자가 자신의 손을 이끌며 자신에게 이름을 쓰는 법을 가르쳐 주었다고 한다. 일어서는 법과 걷는 법을 배운 후 그는 뉘른베르크에 버려졌다고 한다. 더 나아가 그 수상한 남자는 카스파르 하우저에게 옛날 바이에른 방언으로 "난 아빠처럼 기병이 되고 싶어요."란 말을 하도록 가르쳤다고 하는데 하우저는 그가 말하는 게 뭔 뜻이었는지 전혀 이해하지 못했다고 주장했다.

### 뉘른베르크에서의 이후의 삶
바이에른 왕국의 파울 요한 안젤름 폰 포이어바흐 고등법원장은 사건 조사를 시작했다. 하우저는 공식적으로 뉘른베르크 시에 입양되었고 그의 양육과 교육을 위해 돈이 기부되었다. 그는 학교 교장이자 사변철학자인 게오르그 프리드리히 다우머(Georg Friedrich Daumer)에게 거두어져서 그에게서 보살핌을 받았고 다우머는 그에게 다양한 과목들을 가르쳤고 그 때문에 그가 그림 그리기에 소질이 있다는 걸 발견했다. 카스파르 하우저는 이 환경에서 잘 자라는 것으로 나타났다. 다우머는 또한 하우저에게 동종 요법 치료와 자기성 실험을 실시했다.

#### 열상(裂傷)
1829년 10월 17일, 하우저는 점심을 먹으러 오지 않았으나 다우머의 집 지하 저장고에서 이마에 뭔가에 베인 상처가 나서 피를 흘린 채로 발견되었다. 그는 화장실에 앉아 있는 동안에 복면을 쓴 남자에게 공격을 받아 부상을 당했으며 그 남자는 자신에게 "너는 뉘른베르크 시를 떠나기 전에 반드시 죽게 될 거야."라고 말했다고 주장했다. 하우저는 그 남자의 목소리가 자신을 뉘른베르크에 데려다 놓은 그 사람 목소리인 것 같다고 말했다. 그의 혈흔으로 보아 하우저는 처음에 그의 방이 있는 2층으로 도망쳤으나 이후 그의 보호자에게 가는 대신에 계단으로 아래층으로 내려가 작은 문을 올라타고 지하 저장고 안으로 들어간 게 분명했다. 신고를 받은 관리는 경찰관을 불러 그를 호위하게 하고 그를 시에서 권위 있는 사람들 중 한 명인 요한 비버바흐(Johann Biberbach)가 돌보도록 거처를 옮겼다. 하우저가 습격을 받았다는 주장은 또한 그가 헝가리나 영국 혹은 바덴 대공 가의 혈통일 가능성이 있다는 소문을 부채질했다. 하우저의 비평가들은 그가 면도칼로 자해를 한 후에 자신의 방으로 돌아가기 전에 지하 저장고로 간 것이라고 생각했다. 카스파르 하우저의 보호자였던 다우머 교수는 하우저가 최근 들어 거짓말을 하는 경향이 있다고 믿었고 그 때문에 그와 수시로 다투었으며 이 때문에 하우저가 다우머의 집에서 벗어나고 또 사람들에게서 동정심을 불러일으킬 목적으로 자해를 했다는 것이다.

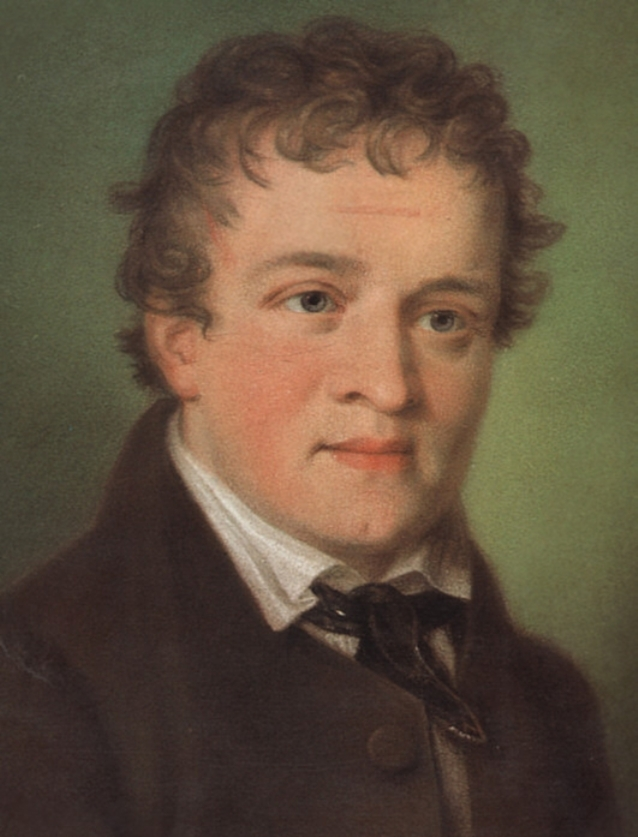
1830년의 카스파르 하우저

#### 권총 피격 사고
1830년 4월 3일, 비버바흐의 집에 있는 하우저의 방에서 총성이 울렸다. 그의 경호원은 급히 방으로 들어와 머리 우측에 부상을 입어 피를 흘리고 있는 그를 찾았다. 하우저는 빨리 회복되었고 그는 자신이 의자에 올라가서 책 몇 권을 꺼내려고 하는데 의자가 떨어졌고 뭔가를 붙잡으려고 시도하는 동안에 우연히 벽에 걸려 있는 권총을 건드렸고 그래서 총이 발사됐다고 말했다. 양성 상처가 정말로 권총 피격으로 인한 것인지 아닌지 의심이 있었고 몇몇 작가들은 그 사고는 하우저가 거짓말을 했다고 책망받아 벌였던 이전의 다툼과 연관짓고 있다. 사건이 어떻게 되었든 그 사건 발생은 시 당국이 하우저에게 다른 결정을 내리는 것을 이끌어냈고 처음에 비버바흐 가족과 좋았던 관계도 악화되었다. 1830년 5월에 그는 투허(Tucher) 남작의 집으로 옮겨졌고 이후 이 집에서도 하우저의 지나친 자만심과 거짓말에 대해 불평불만이 쏟아져 나왔다. 아마도 하우저에 대한 날카로운 판단은 그의 대단히 불쾌한 거짓된 행동과 위선의 예술에 대해 언급하며 그를 "자만과 악의로 가득찬 놈."이라고 불렀던 하우저를 스쳐갔던 사람들 중 한 명인 비버바흐 여사의 판단일 것이다.

### 필립 헨리 스탠호프
영국의 귀족인 필립 헨리 스탠호프(Philip Henry Stanhope) 경은 카스파르 하우저에 관심을 보였고 1831년 후반에 양육권을 얻었다. 그는 하우저의 뿌리를 밝히기 위한 시도를 하는 데에 거액의 돈을 썼다. 특히 그는 하우저가 몇몇 헝가리어 단어들을 기억하는 것처럼 보였고 한 번은 헝가리의 백작 부인인 메이테니(Maytheny)가 그의 어머니였다고 했기 때문에 소년의 기억을 되살릴 수 있을 것이란 희망을 품고 2차례 헝가리에 방문했다. 그러나 하우저는 헝가리의 어떤 건물들이나 기념물들을 알아차리는데 실패했다. 카스파르 하우저를 만났던 한 헝가리 귀족은 스탠호프 경에게 "그 낯선 소년의 과장된 행동이 생각났을 때 나랑 내 아들이 크게 웃었다오."라고 말했다. 스탠호프 경은 이후 이 연구들의 완전한 실패는 자신이 하우저의 신뢰성에 의심하도록 이끌었다고 적었다. 1831년 12월에 카스파르 하우저는 안스바흐로 보내져 요한 게오르그 마이어(Johann Georg Meyer) 교장이 돌보게 되었고 1832년 1월에 스탠호프는 하우저를 좋게 떠나보냈다. 스탠호프는 하우저의 생활비를 계속 지불해왔으나 그를 영국으로 데려가겠다는 그의 약속은 절대 지키지 않았다. 하우저가 죽은 뒤에 스탠호프 경은 하우저에 대해 모든 알려진 증거를 제시한 책을 출판했고 "내가 기만당했다고 고백할 의무가 있다."고 말했다. 카스파르 하우저의 추종자들은 스탠호프 경의 속셈과 바덴 대공 가문과의 연관성을 의심하지만 역사 기록학은 그를 자선가이자 경건한 남자이며 진실을 탐구하던 사람이라고 보호한다.

### 안스바흐에서의 삶과 죽음
마이어 교장은 완고하고 지나치게 규칙적인 사람으로 하우저의 많은 변명들과 뻔한 거짓말들을 매우 싫어해 그 때문에 그들의 관계는 점점 한계에 도달하고 있었다. 1832년 후반에 하우저는 지역 법률 사무소의 복사 담당자로 고용되었다. 여전히 스탠호프 경이 자신을 영국으로 데려가주길 희망했고 자신의 상황에 매우 불만족해했으며 이것은 그의 후원자 안셀름 폰 포이어바흐(Anselm von Feuerbach)가 1833년 5월에 사망했을 때 더욱 악화되었다. 이것은 확실히 그에게 극심한 손실이었다. 그러나 몇몇 작가들은 하우저의 말년에 포이어바흐가 하우저에 대한 믿음을 잃었다는 점에 주목했다. 훗날 포이어바흐의 유품에서 그가 남긴 메모가 발견되었는데 그 메모에는 "카스파르 하우저는 똑똑하고 교활한 영감쟁이, 악당이며 아무 짝에도 쓸모없는 작자이니 마땅히 죽어야 한다."고 적혀 있었다. 그러나 포이어바흐가 이미 심각하게 하우저를 싫어했다는 것도 또 하우저가 이러한 생각의 변화를 느끼게 할 조짐은 전혀 없었다.
1833년 12월 9일, 하우저는 마이어와 심각한 언쟁을 벌였다. 스탠호프 경이 크리스마스에 안스바흐를 방문할 것으로 예상되었고 마이어는 "카스파 하우저는 자신에게 어떤 일이 닥칠지 전혀 몰랐다."고 말했다.

#### 자창(刺創)

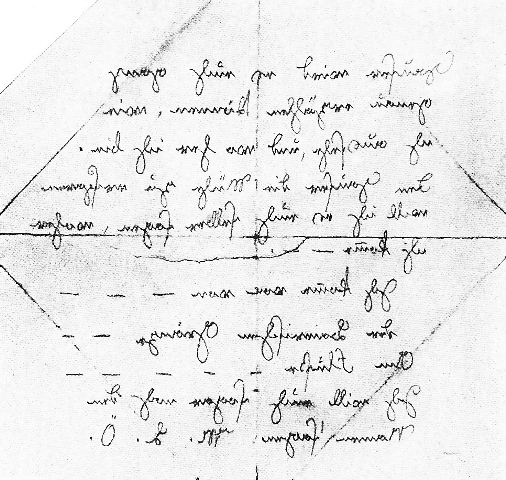
카스파르 하우저를 불러내는데 쓴 문제의 편지

5일 후, 1833년 12월 14일에 하우저는 왼쪽 가슴에 깊은 상처가 난 채로 집에 돌아왔다. 그는 누군가가 자신을 안스바흐의 왕궁 정원으로 유인했고 그 낯선 사람이 자신에게 가방을 주는 동안에 자신을 칼로 찔렀다고 말했다. 경찰관 헤를린이 왕궁 정원을 수색했을 때 그는 연필로 쓴 '거울 쓰기' 방식의 메모가 든 보라색 지갑을 찾아냈다. 메시지는 독일어로 "하우저는 여러분들에게 꽤 정확하게 내가 어떻게 보이는지와 내가 어디에서 왔는지를 말해줄 수 있을 것이다. 하우저의 노력을 덜어주기 위해 내가 직접 스스로 어디에서 왔는지 말하고 싶다. 나는 바이에른 왕국 국경 근처 강에서 왔다. 난 심지어 내 이름도 말할 수 있다. M. L. Ö."라고 적혀 있었다. 카스파르 하우저는 그 부상으로 인해 1833년 12월 17일에 죽었다.
하우저의 설명에 모순된 점은 그가 스스로 자신을 찌르고 누군가에게 공격당했다고 이야기를 꾸민 것으로 의심된다는 안스바흐 법원의 조사를 이끌었다. 왕궁 정원에서 발견된 그 지갑 안에 든 메모는 철자 오류 하나와 문법적 오류 하나가 있었는데 둘 다 하우저의 공통된 특징이었고 그의 임종 즘에 "연필로 쓴 것"에 대해 두서 없이 불평을 계속했다. 비록 그는 그 지갑이 발견되기를 학수고대했지만 정작 그것의 내용에 대해선 묻지 않았다. 메모는 특이한 삼각형 형태로 접혀 있었는데 마이어 여사의 말에 따르면 하우저가 편지를 접는 방식이 그러했다고 한다. 법의학자들도 그 부상은 확실히 자해일 것이라는 데에 동의했다. 많은 작가들은 그가 자신의 이야기에 대중적 관심이 되살아나기 위한 노력으로 자해를 한 것이며 스탠호프가 자신을 영국으로 데려가겠다고 한 약속을 이행하도록 설득하려고 했으나 계획했던 것보다 더 깊숙이 찔렀던 것으로 믿는다.

#### 매장

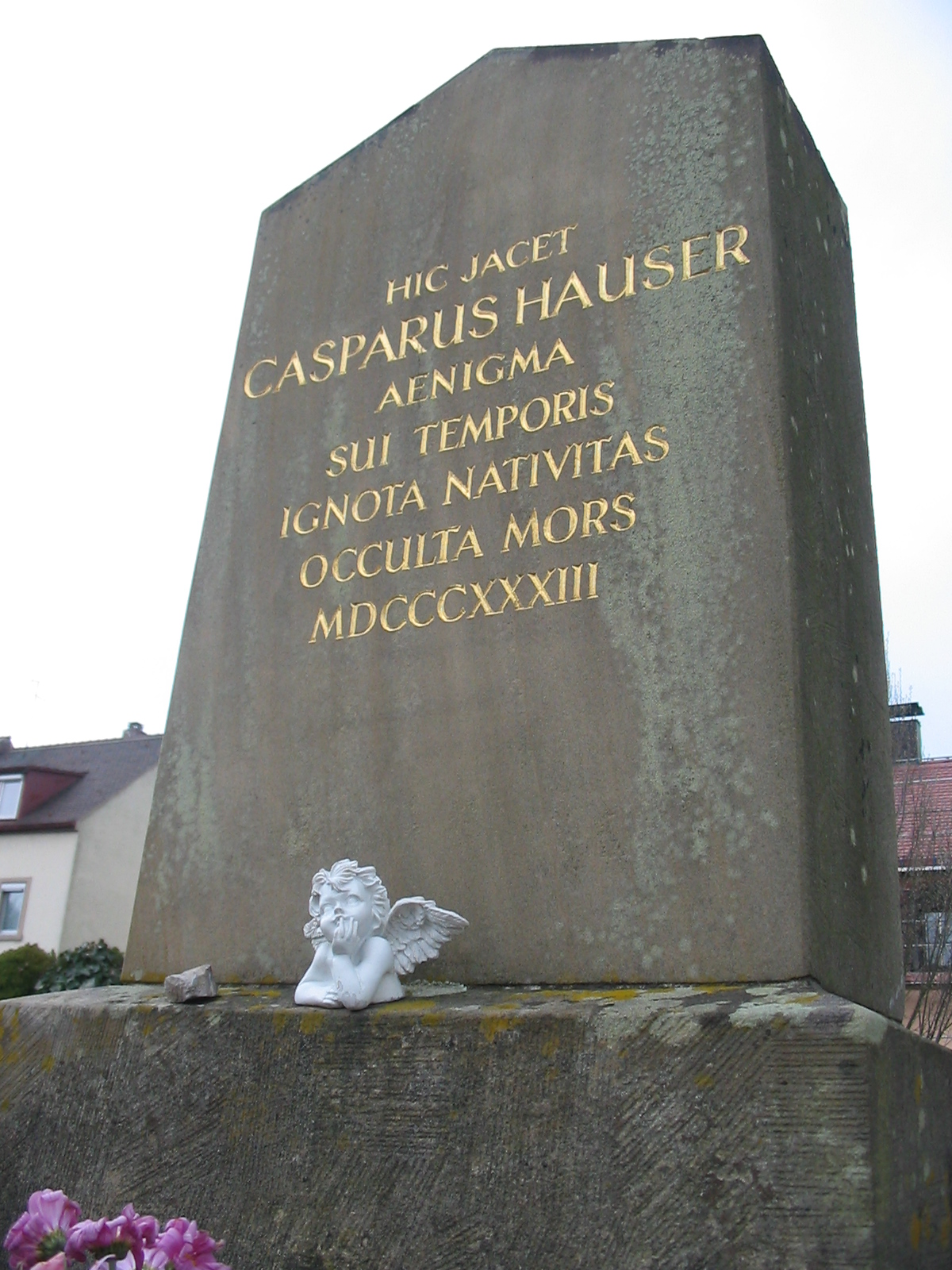
카스파르 하우저의 묘비

하우저는 안스바흐의 슈타트프리드호프(Stadtfriedhof)에 묻혔고 그 무덤에 있는 그의 묘비는 라틴어로 "일생이 수수께끼인 카스파르 하우저, 이곳에 잠들다. 그의 출생은 알 수 없으며 그의 죽음은 기이하다. 1833년."(라틴어: "HIC JACET CASPARUS HAUSER AENIGMA SUI TEMPORIS IGNOTA NATIVITAS OCCULTA MORS MDCCCXXXIII")라고 적혀 있다. 그를 위한 기념비가 왕궁 정원에 뒤늦게 세워졌는데 역시 라틴어로 "Hic occultus occulto occisus est"라고 쓰여 있었고 그 뜻은 "이곳에서 기이한 사람이 기이한 방식으로 살해당했다."는 뜻이다.

## 의학적 소견
하우저의 다양한 그의 유폐 이야기들에서는 몇 가지 모순점들이 발견된다. 정신과 의사 카를 레오나드(Karl Leonhard)는, "그가 설명하는 조건 하에서 어린 시절부터 살아왔다면 그는 바보를 벗어나지 못했을 뿐 아니라 확실히 오래 살아남지 못했을 것이다. 그의 이야기는 모순들로 가득 차 있는데 과거에 그의 말이 사실일 것이라고 믿어졌으며 심지어 오늘날까지도 여전히 많은 사람들이 믿고 있다는 게 믿어지지 않는다."라고 결론을 내렸다. 부검에 참석했던 정신과 의사 중 한 명인 하이덴라이히(Heidenreich) 박사는 카스파르 하우저의 뇌는 작은 대뇌피질이 눈에 띄였으며 뇌 주름이 거의 없고 뚜렷하지 않았고 그가 대뇌피질 위축으로 고통받았을 것으로 보이는 특징들이 나타났다고 주장했다. G. 헤세(G. Hesse)는 간질에 의한 것이라고 주장했다. 하이덴라이히는 아마도 하우저의 뇌를 검시할 때 자신의 골상학적 사고에 영향을 받았을 것이다. 부검을 지휘했던 알베르트(Albert) 박사는 공식 부검 보고서에 하우저의 뇌에는 어떤 특이점을 찾을 수 없다고 작성했다.
카를 레오나드는 하이덴라이히와 헤세 양 쪽의 의견을 모두 기각했다. 그는 다음과 같은 결론에 도달했다. "카스파르 하우저는 이미 다른 작가들이 의견을 밝혔듯이 병적인 사기꾼이다. 덧붙여서 그의 연극성 인격장애는 그가 매우 냉정하게 자신의 역할극을 잘 할 수 있도록 했기 때문에 아마도 피해망상적인 고집을 갖게 되었을 것이다. 그의 행동습관에 대한 많은 보고서들에서 히스테리 증세에 더하여 그의 편집증적 경향을 알아차릴 수 있다."
1928년 의학 연구는 하우저가 실수로 자신을 깊숙이 찔렀다는 견해를 뒷받침했지만 반면, 2005년 법의학 조사에서는 "가슴을 찌른 것이 오로지 자해를 목적으로 한 것으로는 보이지 않지만 자해와 살해(암살) 둘 다 배제할 수는 없다."고 주장했다.

## 왕자라는 소문

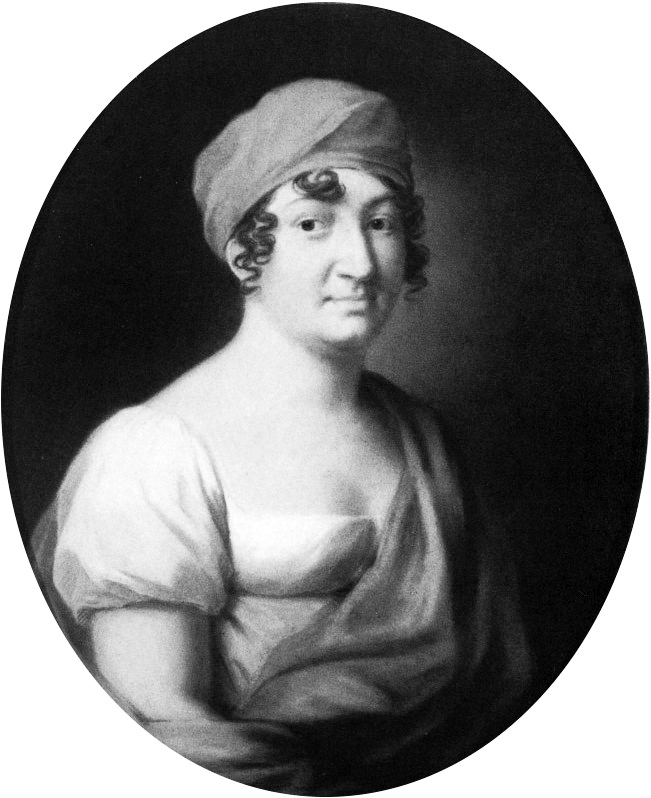
호흐베르크(Hochberg) 백작 부인

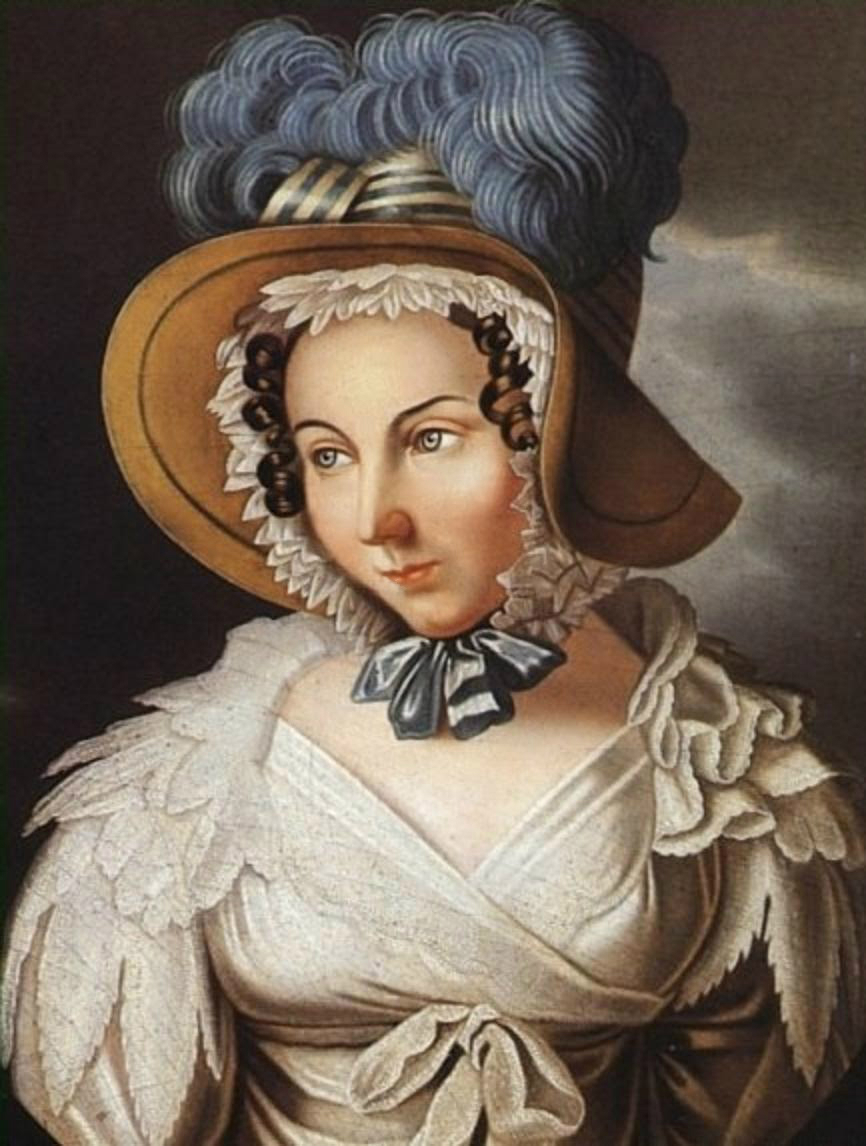
스테파니 대공 부인

아마 가장 빠르면 1829년 쯤부터 퍼지기 시작한 소문에 따르면 카스파르 하우저는 1812년 9월 29일에 태어났으나 1812년 10월 16일에 죽었다고 알려진 바덴 대공 가문의 왕자라는 것이다. 그 왕자는 당시에 죽어가는 아이와 바꿔치기 되었으며 이후 16년이 지나 카스파르 하우저란 이름으로 뉘른베르크에 등장했다는 게 소문의 내용이다. 이 경우라면 카스파르 하우저의 부모는 카를르스 루트비히 프리드리히(Charles Ludwig Friedrich) 바덴 대공과, 결혼과 나폴레옹 보나파르트의 딸을 입양한 것에 의해 친척이 된 스테파니 드 보아르네가 될 것이다. 왜냐하면 카를르스 대공에겐 살아남은 남성 자손이 없었으므로 그의 삼촌 루이스가 대공의 즉위를 승습받았고 그 이후엔 이복형제인 레오폴트가 승습받았기 때문이다. 레오폴트 대공의 어머니 호흐베르크(Hochberg) 백작 부인이 소년을 감금한 범인이란 혐의를 받고 있다. 백작 부인이 왕자를 납치할 때 스스로를 "흰색 숙녀"란 유령으로 위장하였을 것으로 생각되었다. 그녀의 동기는 분명히 자신의 아들이 안전하게 대공 작위를 승계받게 하기 위해서였을 것이다.
하우저가 죽은 이후에 이 소문은 더욱 커져서 또 다시 카스파르 하우저가 왕자였기 때문에 살해당했을 것이라고 주장했다.

### 1870년대의 부인(否認)
1876년, 오토 미텔슈태트(Otto Mittelstädt)는 바덴 대공 가문 왕자의 긴급한 세례식, 부검과 매장에 기초해 위 소문에 반박하는 증거를 발표했다. 영국 스코틀랜드의 작가 앤드류 랭(Andrew Lang)은 그의 책인 <역사적 미스터리들>에서 그 결과를 이렇게 요약했다. "대공 부인이 1812년에 자신의 죽은 아기를 보도록 허락받기엔 너무 아팠던 것은 사실이지만 아기의 아버지, 할머니와 고모 그리고 10명의 궁정 정신과 의사들, 간호사들 그리고 기타 다른 사람들이 아기가 죽은 것을 봐왔을 것이고 아무런 증거도 없이 그들이 모두 '흰색 숙녀'의 음모에 가담한 자들이라고 추정하기엔 너무나도 우스꽝스럽다." 심지어 역사가 프리츠 트라우츠(Fritz Trautz)는 이런 글을 쓰기까지 했다. "오늘날까지 많은 펜들을 움직이고 신념이라고 여겨온 어리석은 동화는 오토 미텔슈태트의 책으로 완전히 틀렸음을 입증했다." 게다가 1951년에 공표된 대공의 어머니 편지는 왕자의 출생과 질병 그리고 죽음에 대해 구체적인 설명, 영아 교환 혐의에 반박하는 보강 증거를 주었다.

### 다르게 나온 DNA 분석 결과
1996년 11월, 독일의 일간지 슈피겔은 하우저가 입었던 것으로 추정되는 속옷에서 채취한 혈액 샘플을 유전적으로 대조하는 시도를 보도했다. 이 분석은 버밍엄의 법과학 서비스 실험실과 뮌헨대학교의 법의학 연구소 주관으로 실시되었다. 대공 가의 후손들과의 혈액 샘플 대조 결과 카스파르 하우저가 바덴 대공 가문의 왕자의 혈통이 아니라는 사실이 입증되었다.
2002년, 뮌스터 대학교의 법의학 연구소는 카스파르 하우저의 머리 타래와 입고 있던 의류에서 채취한 머리카락 세포와 체세포를 분석했다. 분석가들은 품목에서 채취한 6개의 다른 샘플을 실험했고 모두 동일한 것으로 드러났지만 1996년에 있었던 혈액 샘플 대조 결과와는 상당히 차이를 보여 진위 여부가 의문스러웠다. 새로운 DNA 샘플은 스테파니 드 보아르네 대공 부인의 모계 후손인 아스트리드 폰 메딩거(Astrid von Medinger)에게서 채취한 DNA 조각과 대조되었다. 미토콘드리아 DNA 염기서열은 일치하지 않았지만 편차는 돌연변이에 의한 차이와 같이 관계를 배제할 만큼 충분히 크게 나타나지 않았다. 다른 한편으로는 하우저의 샘플은 독일인들 사이에서 공통적으로 나타나는 패턴을 보여주었기 때문에 비교적 높은 유사성이 대공 가문과의 관계를 입증하는데 큰 의미가 없다고 한다.
바덴 대공 가문은 스테파니 드 보아르네의 유골이나 포르츠하임 교회 지하 납골당에 안치된 그녀의 아들 유골을 통한 어떠한 의학적 검사도 허락하지 않았다.

## 같이 보기
- 철가면

### 내용주
1. ↑  영국을 포함한 유럽에서는 지상에 바로 붙어 있는 층 즉, 한국 개념으로 1층을 'Ground floor'(0층)'이라 부르고 한국 개념으로 2층을 'First floor'(1층)이라 부른다. 영어 위키백과에는 카스파르 하우저의 방이 있는 곳을 'first floor'라고 적고 있는데 여기서 말하는 'first floor'는 한국 개념으로는 2층이다.
2. ↑  독일어로는 호프가르텐(Hofgarten)이라고 한다.
3. ↑  좌우 반대로 작성하는 법을 말한다.
4. ↑  안스바흐의 시내 공동묘지이다.
5. ↑  특히 정말로 카스파르 하우저가 10년 넘게 물과 호밀빵만 먹고 살았다면 진즉에 영양실조로 죽었을 것이다.
6. ↑  시험에 사용된 미토콘드리아 DNA는 오직 모계 혈통으로만 전달되므로 돌연변이 없이는 바뀔 수 없다.

### 참고주
1. ↑  Reinhard Heydenreuter: König Ludwig I. und der Fall Kaspar Hauser, in: Staat und Verwaltung in Bayern. Festschrift für Wilhelm Volkert zum 75. Geburtstag. Ed. by Konrad Ackermann and Alois Schmid, Munich 2003, pp. 465–476, here p. 465.
2. ↑  Ivo Striedinger: Neues Schrifttum über Kaspar Hauser, in: Zeitschrift für bayerische Landesgeschichte, 6. Vol., 1933, pp. 415–484, here p. 452
3. ↑  Ivo Striedinger: Hauser Kaspar, der „rätselhafte Findling“, in: Lebensläufe aus Franken, III. Vol., 1927, pp. 199–215; here pp. 199–200
4. ↑  Bondeson (2004), 77
5. ↑  police description, dated 7 July 1828; see e.g. Jochen Hörisch (ed.): Ich möchte ein solcher werden wie...: Materialien zur Sprachlosigkeit des Kaspar Hauser, Suhrkamp 1979, pp. 33–34
6. ↑  Ivo Striedinger 1927, pp. 200–201; for the primary sources, see e. g. Jochen Hörisch 1979
7. ↑  Bondeson (2004), 80
8. ↑  Anselm von Feuerbach: Caspar Hauser, translated by Gotfried Linberg, Allen and Ticknor 1832, p. 132
9. ↑  Fritz Trautz: Zum Problem der Persönlichkeitsdeutung: Anläßlich das Kaspar-Hauser-Buches von Jean Mistler, in: Francia 2, 1974, pp. 715–731, here pp. 717–718
10. ↑  Ivo Striedinger 1927, p. 201 and p. 206
11. ↑  Fritz Trautz 1974, pp. 718–719
12. ↑  Jean Mistler: Gaspard Hauser, un drame de la personnalité, Fayard 1971, pp. 170–171
13. ↑  Walther Schreibmüller 1991, p. 53
14. ↑  Bondeson (2004), 88–9
15. ↑  Philip Henry Earl Stanhope (1836). 《Tracts Relating to Caspar Hauser》. Hodson. 45쪽.
16. ↑  Ivo Striedinger: 1933, pp. 424–429; Walther Schreibmüller 1991, pp. 46–47
17. ↑  Fritz Trautz 1974, p. 721
18. ↑  Ivo Striedinger 1933, p. 449
19. ↑  A. Lang, Striedinger, Leonhard, Mistler, Trautz, Schreibmüller, and others
20. ↑  For a detailed discussion of the evidence, see: Walther Schreibmüller: Bilanz einer 150jährigen Kaspar Hauser-Forschung, in: Genealogisches Jahrbuch 31, 1991, pp. 43–84, here pp. 63–80
21. ↑  https://www.findagrave.com/memorial/32156524
22. ↑  For an analysis of these, see: Reinhard Heydenreuter: Hermann und der Fall Kaspar Hauser, in: Manfred Pix (ed.): Friedrich Benedikt Wilhelm von Hermann (1795–1868). Ein Genie im Dienste der bayerischen Könige. Politik, Wirtschaft und Gesellschaft im Aufbruch, Stuttgart 1999, pp. 523–539, here pp. 525–530
23. 1 2  Karl Leonhard: Kaspar Hauser und die moderne Kenntnis des Hospitalismus, in: Confinia Psychiatrica 13, 1970, pp. 213–229, here p. 229
24. ↑  Günter Hesse: Die Krankheit Kaspar Hausers, in: Münchner Medizinische Wochenschrift, 109. Vol. 1967, pp. 156–163
25. ↑  Peter Josef Keuler: Der Findling Kaspar Hauser als medizinisches Phänomen. Eine medizinhistorische Analyse der überlieferten Quellen, Bochum, Univ.Diss., 1997, pp. 17, 32 and 112
26. ↑  Erwin Bruglocher: Über Kaspar Hausers Todesart. Ärztliche Studie. Ansbach, Brügel 1928
27. ↑  Risse M; Bartsch C; Dreyer T; Weiler G (2005). “The death of Kaspar Hauser (17 Dec 1833)--assassination, suicide or self-inflicted injury?”. 《Archiv für Kriminologie》 (독일어) (Verlag Schmidt-Romhild) 216 (1–2): 43–53. ISSN 0003-9225. PMID 16134400.
28. ↑  Otto Mittelstädt, Kaspar Hauser und sein badisches Prinzenthum, Heidelberg 1876.
29. ↑  Andrew Lang, Historical Mysteries, 1905
30. ↑  Fritz Trautz 1974, p. 723
31. ↑  Adalbert Prinz von Bayern: Königin Caroline von Bayern und Kaspar Hauser, in: Der Zwiebelturm 1951, pp. 102–107 and 121–128.
32. ↑  Der Spiegel 48 (25 November 1996), pp. 254–273.
33. ↑  Weichhold GM, Bark JE, Korte W, Eisenmenger W, Sullivan KM (1998). “DNA analysis in the case of Kaspar Hauser”. 《International Journal of Legal Medicine》 (Springer) 111 (6): 287–91. doi:10.1007/s004140050173. ISSN 0937-9827. PMID 9826086. 2020년 6월 17일에 원본 문서에서 보존된 문서. 2018년 12월 10일에 확인함.
34. ↑  Bernd Brinkmann, Neuester Stand der Forschung der Gerichtsmedizin und Pathologie der Universität Münster. Preface to: Anselm von Feuerbach, Kaspar Hauser, Reprint-Verlag Leipzig 2006